# ذراع مترجحة
الذراع المترجحة (بالإنجليزية: Rocker arm)‏ هو أحد مكونات رَتَل الأَصِمَّة التي تَنْقل عادةً حركة ذراع الدفع في محرك الاحتراق الداخلي علوي الصمامات [الإنجليزية] إلى صمام السحب/الإفلات المقابل.
عادةً ما تكون الأذرع المترجحة في السيارات مصنوعة من الفولاذ المدموغ، أو من الألمنيوم في تطبيقات التسريع العالي. تتضمن بعض الأذرع المترجحة (التي تسمى الأذرع المترجحة الدحروجية) مَحْمِلًا عند نقطة التلامس، لتقليل الاهتراء والاحتكاك عند نقطة التلامس.